# Belyj Ijus
Il Belyj Ijus (in russo Белый Июс?; in lingua chakassa Ах-Ӱӱс; in italiano "fiume bianco") è un fiume della Russia siberiana. Assieme al Čërnyj Ijus (Чёрный Июс, "fiume nero") è uno dei due rami sorgentiferi del Čulym (bacino idrografico dell'Ob'). Scorre nei rajon Širinskij, Ust'-Abakanskij e Ordžonikidzevskij della repubblica della Chakassia e attraversa la città di Sorsk.

## Descrizione
Il Belyj Ijus, che nella parte superiore si chiama Pichterek, ha il carattere di fiume di montagna e ha origine dal pendio nord-orientale dei Kuzneckij Alatau; scorre poi tra le steppe collinari ai margini della depressione Čulym-Enisej e, fondendosi con il Čërnyj Ijus, dà origine al fiume Čulym. Il fiume ha una lunghezza di 224 km e il suo bacino è di 5 370 km². La sua portata media, a 55 km dalla foce, è di 44,61 m³/s.